# Формиат лютеция
Формиат лютеция — химическое соединение,
соль лютеция и муравьиной кислоты с формулой Lu(HCOO)3,
бесцветные кристаллы,
растворяется в воде,
образует кристаллогидраты.

## Получение
- Растворение оксида лютеция в муравьиной кислоте:

{\displaystyle {\mathsf {Lu_{2}O_{3}+6HCOOH\ {\xrightarrow {}}\ 2Lu(HCOO)_{3}+3H_{2}O}}}

## Физические свойства
Формиат лютеция образует бесцветные кристаллы.
Растворяется в воде.
Образует кристаллогидрат состава Lu(HCOO)3•2H2O.